# Grzegorz Jacyna
Grzegorz Jacyna (ur. 1956) – polski sędzia siatkarski.
Ma wykształcenie wyższe techniczne. Pracuje w Elektrociepłowni we Wrocławiu.

## Przebieg kariery sędziowskiej
- od 1984 sędzia piłki siatkowej
- od 1987 na szczeblu centralnym
- od 1990 uprawnienia I ligi M
- od 1994 sędzia międzynarodowy

## Ważniejsze zawody międzynarodowe
- Liga Światowa 2003, 2004, 2005, 2006
- Mistrzostwa Świata (2001, 2003, 2006)
- Mistrzostwa Europy (1998, 1999, 2001, 2003, 2005, 2011)
- Final Four Ligi Mistrzów (2004)